# ایستگاه وستهام
ایستگاه وستهام (انگلیسی: West Ham station) یکی از ایستگاه‌های متروی لندن است.
این ایستگاه که در ناحیه وستهام قرار دارد در سال ۱۹۰۱ میلادی تأسیس شده و جزئی از خط جوبیلی، خط همرسمیت و سیتی و خط ناحیه متروی لندن می‌باشد.

## پیوند به بیرون

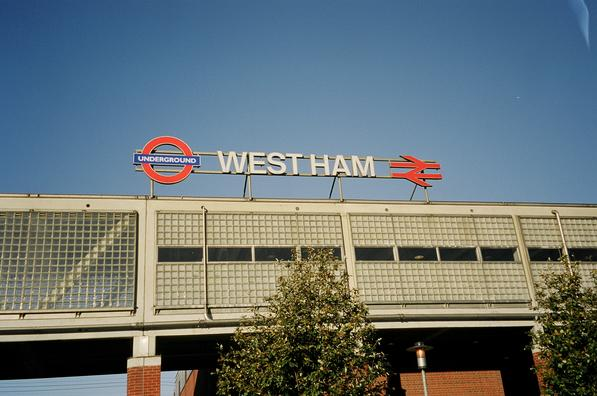
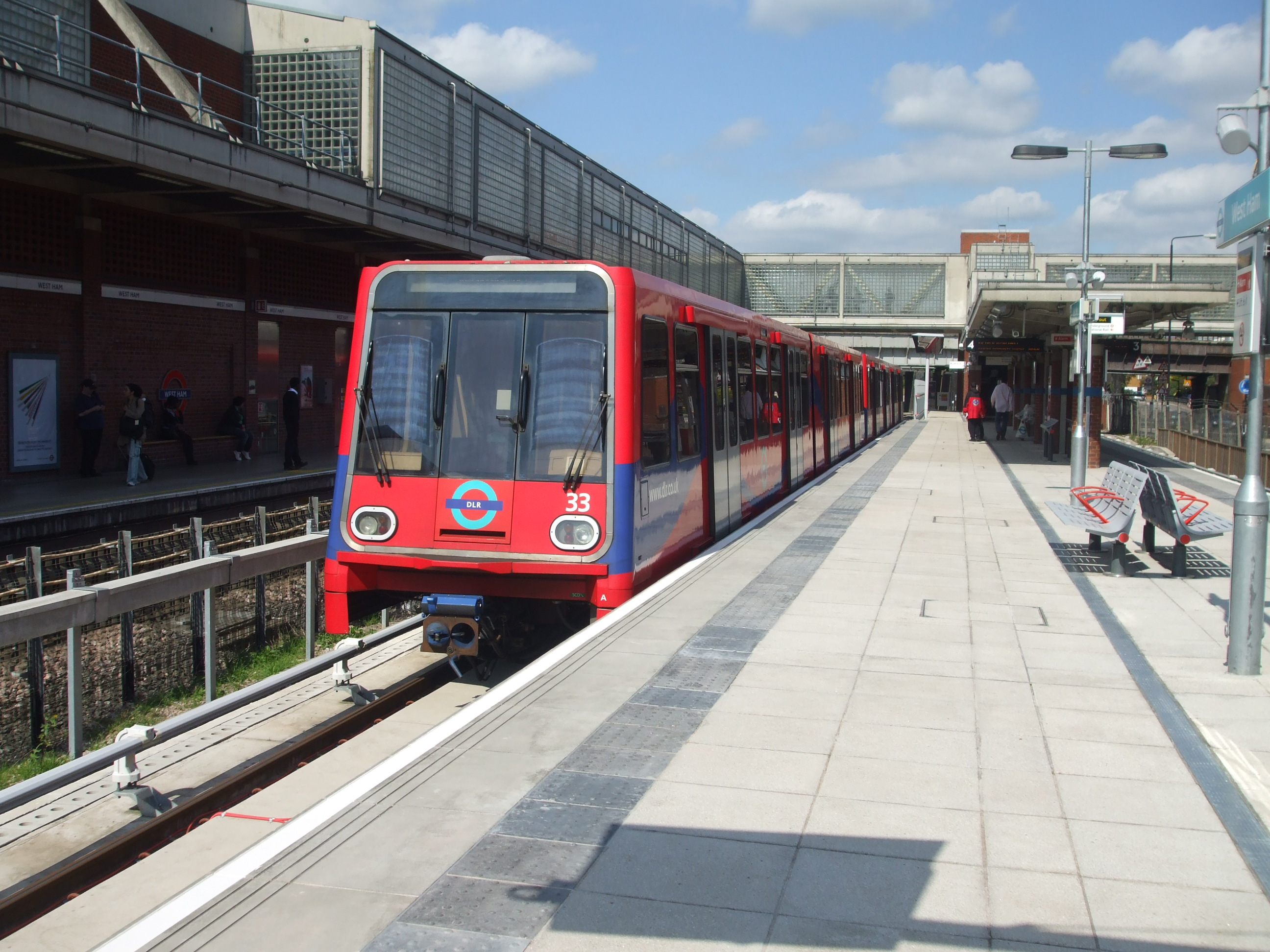
سکو خط ال‌دی‌آر
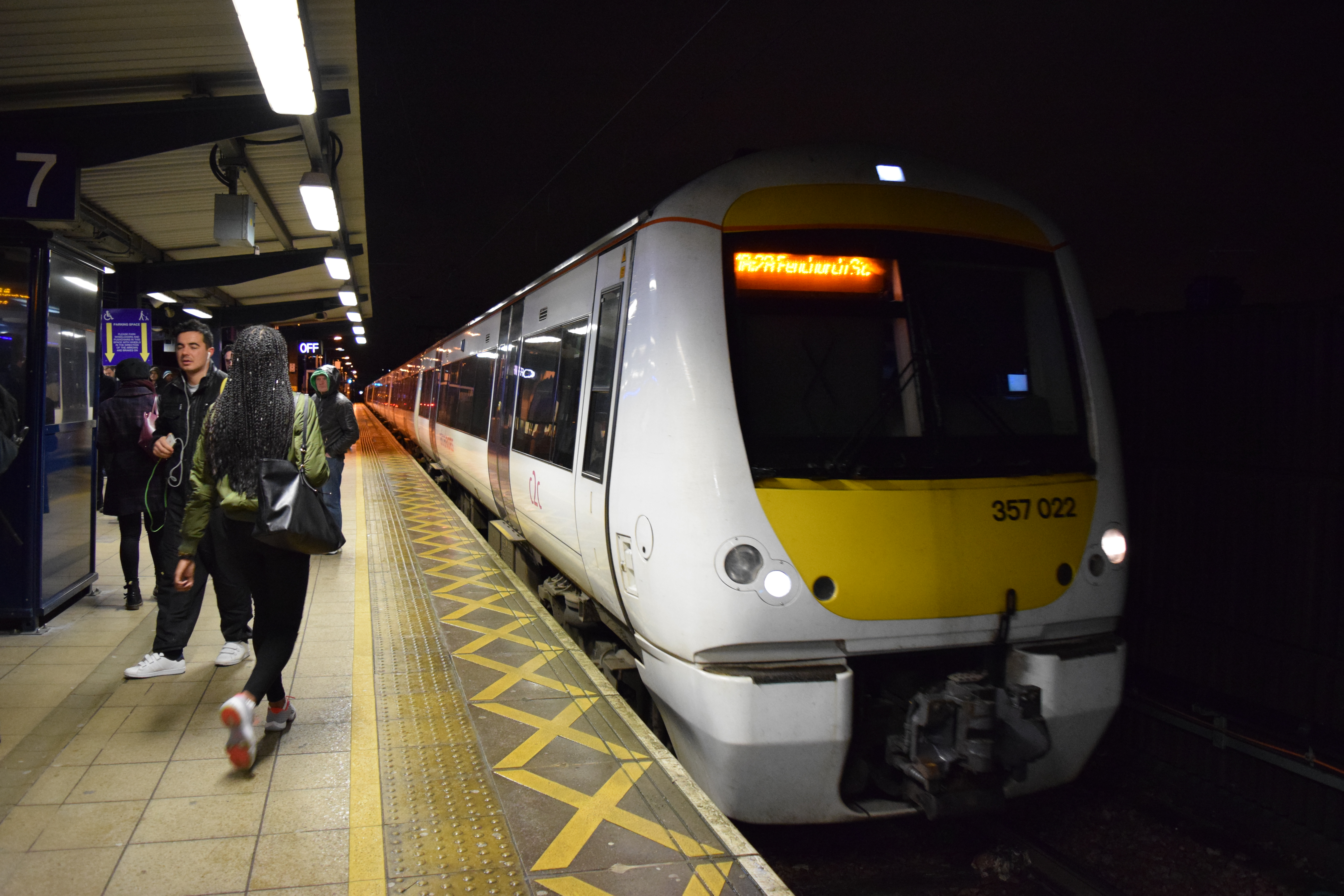
خط سی۲سی
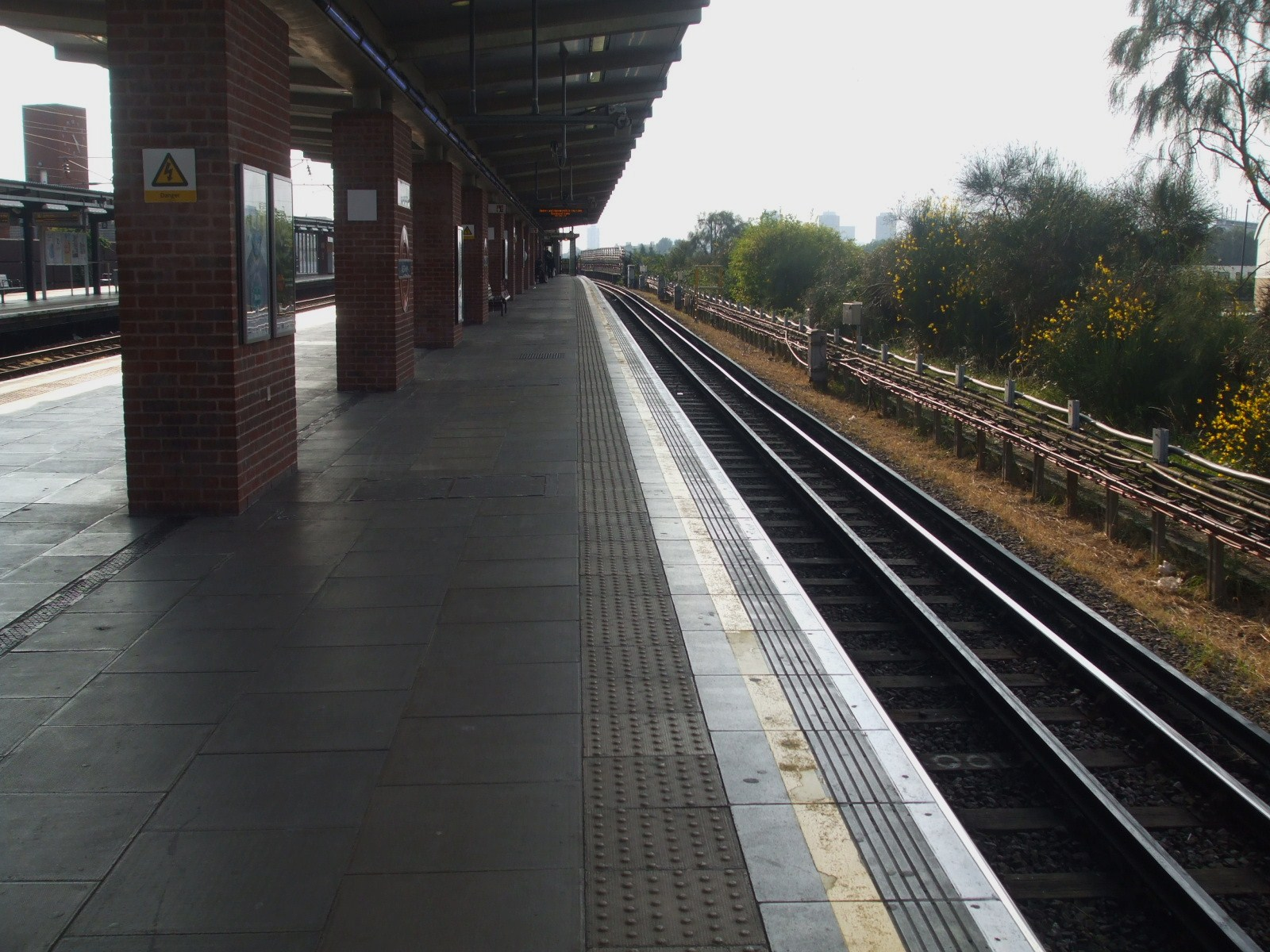
خط ناحیه لندن و همرسمیت و سیتی
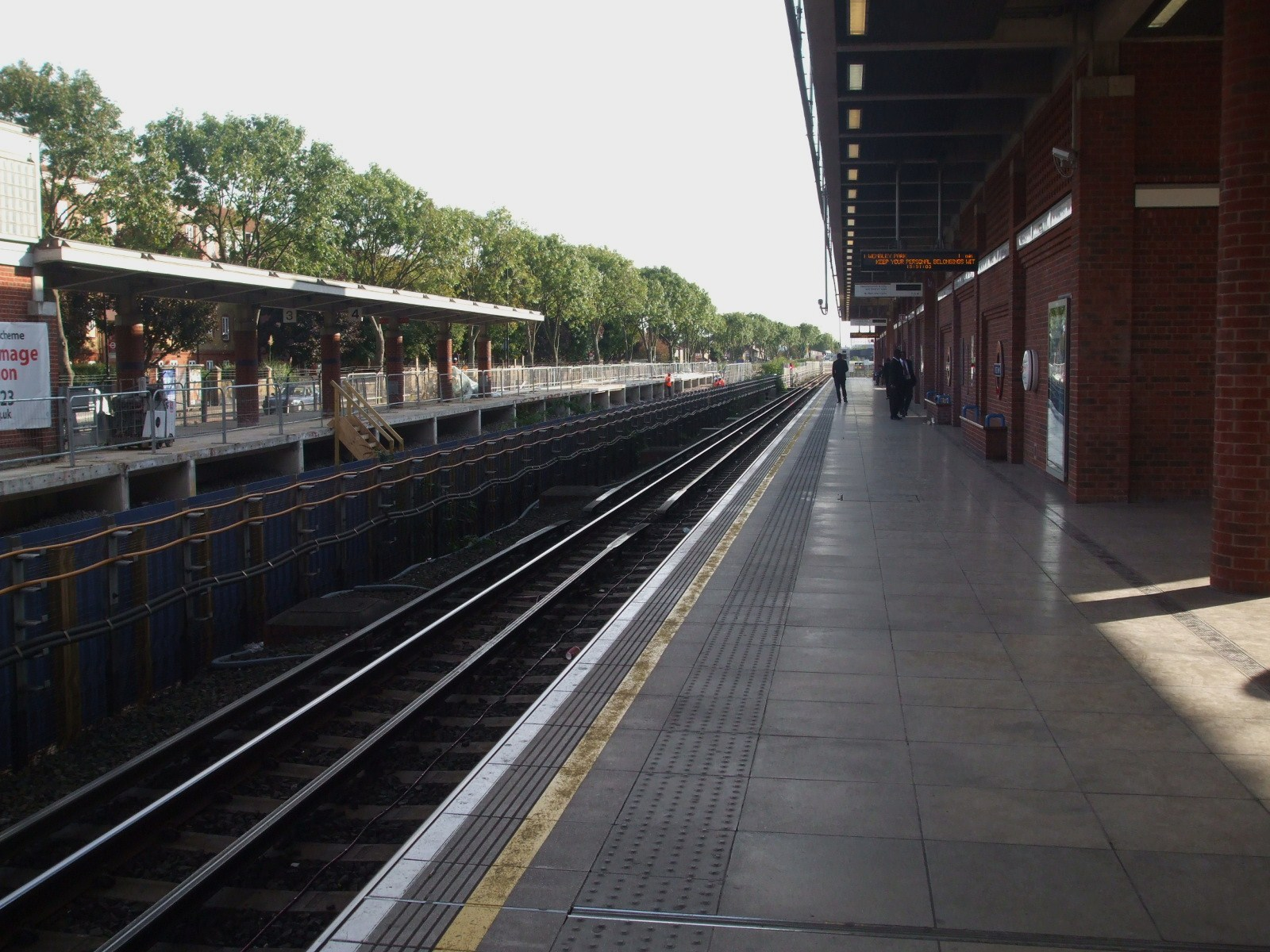
خط جوبیلی
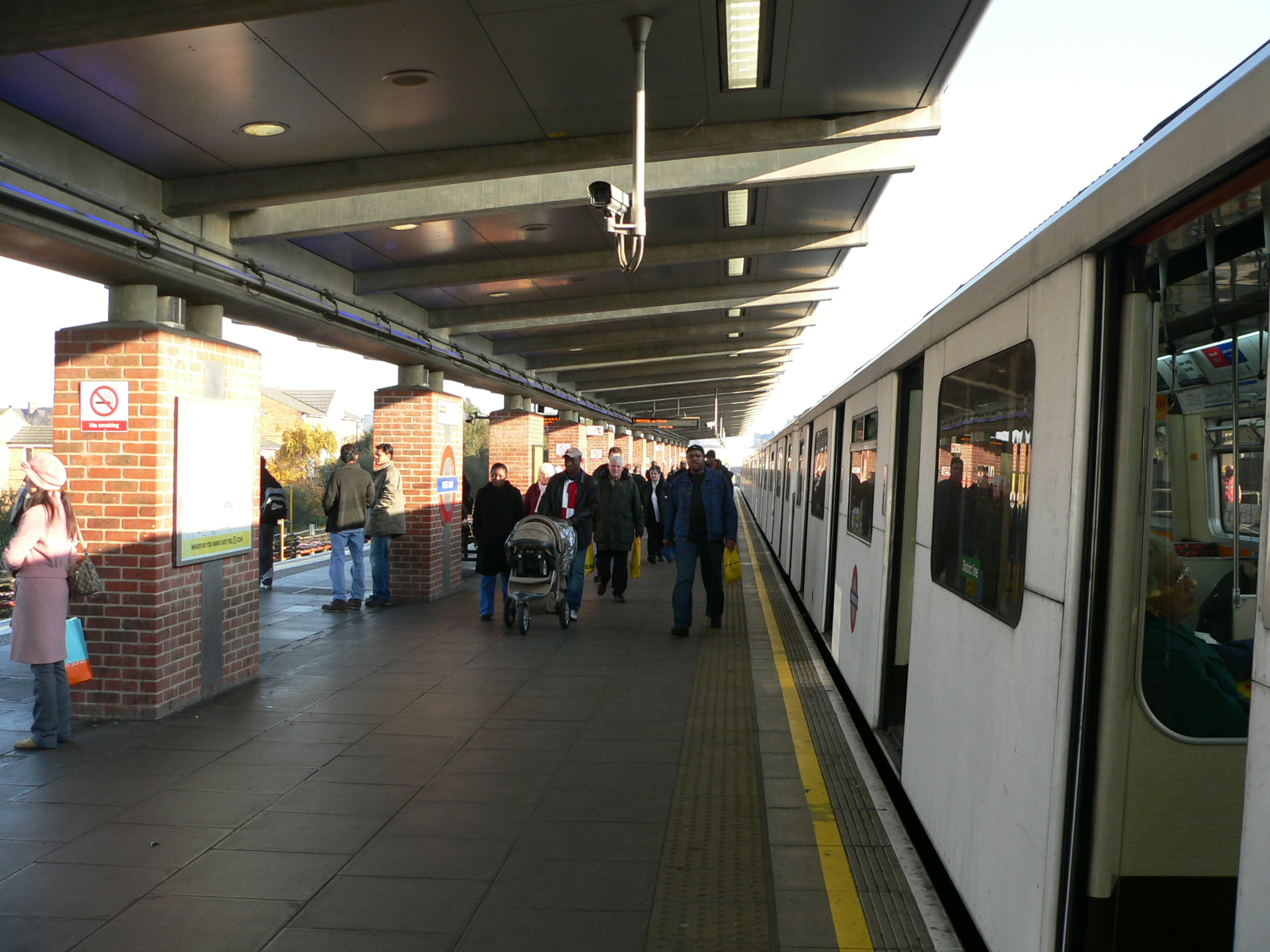
سکو خط ناحیه لندن